# OpenCores
OpenCores è un gruppo eterogeneo di persone interessate allo sviluppo di progetti open source hardware. Il gruppo cerca di replicare nel campo dell'hardware il successo che l'open source ha riscosso nel software. Attualmente il gruppo si concentra sullo sviluppo di moduli digitali che vengono chiamati core. I core possono essere assemblati semplicemente per realizzare componenti personalizzati tramite ASIC o FPGA.
I core sono implementati con i linguaggi di descrizione Verilog, VHDL o SystemC in modo da facilitarne la sintetizzazione su chip custom o su chip programmabili.
I componenti prodotti dal progetto OpenCore sono rilasciati tramite svariate licenze sebbene la più comune sia la GNU LGPL, questa licenza permette di combinare componenti proprietari con componenti open source ma impone che ogni modifica effettuata alle componenti open source siano rese pubbliche tramite la stessa licenza.
I core del progetto utilizzano il bus non proprietario Wishbone e molti componenti sono stati adattati per utilizzare questo bus.
Tra i componenti creati da OpenCore si segnalano:
- OpenRISC, un processore RISC ad alte prestazioni molto personalizzabile
- Un clone dello Zilog Z80
- Un controller USB 2.0
- Un controller Ethernet 10/100/1000 Mbit
- Unita di cifratura per algoritmi molto diffusi come il DES, l'AES e l'RSA
- Un Tunnel HyperTransport
- Il core di un microcontrollore PIC16F84
- Zet, un core compatibile x86